# Торвальдур Орлігссон
Торвальдур Орлігссон (ісл. Þorvaldur Örlygsson; нар. 2 серпня 1966, Оденсе, Данія) — ісландський футболіст, півзахисник. По завершенні кар'єри гравця працював футбольним тренером, останнім місцем роботи був ісландський клуб «Стьярнан». Молодший брат колишнього гравця збірної Ісландії Ормарра Орлігссона.
Торвальдур розпочав кар'єру в «Акурейрі», але її більшу частину провів в Англії, спочатку в «Ноттінгем Форест» з Прем’єр-ліги, а потім за клубах Першого дивізіону «Сток Сіті» та «Олдем Атлетік», перш ніж повернутися до Ісландії.
24 лютого 2024 року обраний головою Футбольної асоціації Ісландії.

## Клубна кар'єра
Футбольну кар'єру розпочав 1984 року в «Акурейрі». По завершенні сезону 1988 року орендований німецьким клубом «Падерборн» з Оберліги «Вестфалія». Однак напередодні старту 1989 року повернувся до «Акурейрі». У грудні 1989 року вразив Браяна Клафа, після чого «Ноттінгем Форест» придбав Тодді за гонорар у 175 000 фунтів стерлінгів в «Акурейрі». Торвальдуру знадобився деякий час, щоб відігравати помітну роль в команді, і лише в 1992 році він закріпився в стартовому складі ноттінгемського клубу. Зіграв 23 матчі в сезоні 1992/93 років, першого сезону Прем'єр-ліги, у якому «Форест» вилетів. Новий тренер Френк Кларк вирішив відпустити ісландця, і в серпні 1993 року вільним агентом він приєднався до «Сток Сіті».
Орлігссона підписав менеджер Лу Макарі як заміну Кевіну Расселу. Невдовзі він справив враження на вболівальників чудовою грою проти свого колишнього клубу, «Ноттінгем Форест». Декілька видовищних голів забезпечили ісландцю чудове спілкування з уболівальниками, і він став одним з улюбленців вболівальників на стадіоні Вікторія Граунд. Відзначився 11-ма голами у 58 матчах сезону 1993/94 років та 8-ма голами у 44 матчах сезону 1994/95 років. Однак його стосунки з уболівальниками зіпсувалися, коли влітку 1995 року він відхилив пропозицію про новий контракт і, як наслідок, опинився поза складом. У грудні 1995 року підписав контракт з «Олдем Атлетік», за перехід якого клубу довелося заплатити 180 000 фунтів. Кар'єра Торвальдура в Англії перервалася через травму в 1999 році, хоча він ще три роки грав у своєму першому клубі «Акурейрі», а також рік був граючим головним тренером команди. Згодом працював головним тренером в «Акурейрі» та «Ф'ярдабіггді», а в 2008 році очолив «Фрам». На тренерському містуку вище вказаного клубу провів 5 років, перш ніж 19 червня 2013 року став головним тренером «Акранеса». У 2015 році був призначений головним тренером юнацької збірної Ісландії (U-19), де змінив на тренерському містку Крістінна Рунара Йонссона, з яким працював у збірній близько двадцяти років тому.

## Кар'єра в збірній
У футболці національної збірної Ісландії дебютував 28 жовтня 1987 року в програному (0:2) поєдинку кваліфікації чемпіонату Європи проти СРСР. 25 вересня 1991 року у переможному (2:0) поєдинку кваліфікації чемпіонату Європи 1992 року проти Іспанії відзначився своїм першим голом за національну збірну. Загалом за національну команду зіграв 41 матч, в якому відзначився 7-ма голами. Брав участь у матчах кваліфікації чемпіонату Європи та світу. Востаннє футболку збірної Ісландії одягав у листопаді 1995 року в матчі кваліфікації чемпіонату Європи проти Угорщини.

## Статистика виступів

### Клубна
| Клуб               | Сезон             | Ліга              | Ліга  | Ліга | Кубок ФА | Кубок ФА | Кубок ліги | Кубок ліги | Інші[A] | Інші[A] | Total | Total |
| Клуб               | Сезон             | Дивізіон          | Матчі | Голи | Матчі    | Голи     | Матчі      | Голи       | Матчі   | Голи    | Матчі | Голи  |
| ------------------ | ----------------- | ----------------- | ----- | ---- | -------- | -------- | ---------- | ---------- | ------- | ------- | ----- | ----- |
| «Акурейрі»         | 1984              | Урвалсдейлд       | 6     | 0    | —        | —        | —          | —          | —       | —       | 6     | 1     |
| «Акурейрі»         | 1985              | 1. делід карла    | 15    | 0    | —        | —        | —          | —          | —       | —       | 15    | 0     |
| «Акурейрі»         | 1986              | 1. делід карла    | 18    | 1    | —        | —        | —          | —          | —       | —       | 18    | 1     |
| «Акурейрі»         | 1987              | Урвалсдейлд       | 17    | 4    | —        | —        | —          | —          | —       | —       | 17    | 4     |
| «Акурейрі»         | 1988              | Урвалсдейлд       | 16    | 9    | —        | —        | —          | —          | —       | —       | 16    | 9     |
| «Акурейрі»         | 1989              | Урвалсдейлд       | 17    | 6    | —        | —        | —          | —          | —       | —       | 17    | 6     |
| «Акурейрі»         | Загалом           | Загалом           | 89    | 20   | —        | —        | —          | —          | —       | —       | 89    | 20    |
| «Ноттінгем Форест» | 1989–90           | Перший дивізіон   | 12    | 1    | 1        | 0        | 3          | 0          | 1       | 0       | 17    | 1     |
| «Ноттінгем Форест» | 1990–91           | Перший дивізіон   | 0     | 0    | 0        | 0        | 0          | 0          | 0       | 0       | 0     | 0     |
| «Ноттінгем Форест» | 1991–92           | Перший дивізіон   | 5     | 0    | 0        | 0        | 0          | 0          | 0       | 0       | 5     | 0     |
| «Ноттінгем Форест» | 1992–93           | Прем'єр-ліга      | 20    | 1    | 0        | 0        | 3          | 2          | 0       | 0       | 23    | 3     |
| «Ноттінгем Форест» | Загалом           | Загалом           | 37    | 2    | 1        | 0        | 6          | 2          | 1       | 0       | 45    | 4     |
| «Фрам» (оренда)    | 1991              | Урвалсдейлд       | 14    | 3    | —        | —        | —          | —          | —       | —       | 14    | 3     |
| «Сток Сіті»        | 1993–94           | Перший дивізіон   | 45    | 9    | 4        | 1        | 4          | 0          | 5       | 1       | 58    | 11    |
| «Сток Сіті»        | 1994–95           | Перший дивізіон   | 38    | 7    | 2        | 0        | 3          | 1          | 1       | 0       | 44    | 8     |
| «Сток Сіті»        | 1995–96           | Перший дивізіон   | 7     | 0    | 0        | 0        | 0          | 0          | 2       | 0       | 9     | 0     |
| «Сток Сіті»        | Загалом           | Загалом           | 90    | 16   | 6        | 1        | 7          | 1          | 8       | 1       | 111   | 19    |
| «Олдем Атлетік»    | 1995–96           | Перший дивізіон   | 16    | 0    | 3        | 0        | 0          | 0          | 0       | 0       | 19    | 0     |
| «Олдем Атлетік»    | 1996–97           | Перший дивізіон   | 27    | 1    | 1        | 0        | 5          | 0          | 0       | 0       | 33    | 1     |
| «Олдем Атлетік»    | 1997–98           | Другий дивізіон   | 11    | 0    | 0        | 0        | 1          | 0          | 0       | 0       | 12    | 0     |
| «Олдем Атлетік»    | 1998–99           | Другий дивізіон   | 22    | 0    | 0        | 0        | 2          | 0          | 0       | 0       | 24    | 0     |
| «Олдем Атлетік»    | Загалом           | Загалом           | 76    | 1    | 4        | 0        | 8          | 0          | 0       | 0       | 88    | 1     |
| «Акурейрі»         | 2000              | 1. делід карла    | 17    | 0    | —        | —        | —          | —          | —       | —       | 17    | 0     |
| «Акурейрі»         | 2001              | 1. делід карла    | 17    | 3    | —        | —        | —          | —          | —       | —       | 17    | 3     |
| «Акурейрі»         | 2002              | Урвалсдейлд       | 9     | 1    | —        | —        | —          | —          | —       | —       | 9     | 1     |
| «Акурейрі»         | 2003              | Урвалсдейлд       | 14    | 2    | —        | —        | —          | —          | —       | —       | 14    | 2     |
| «Акурейрі»         | Загалом           | Загалом           | 57    | 6    | —        | —        | —          | —          | —       | —       | 57    | 6     |
| Усього за кар'єра  | Усього за кар'єра | Усього за кар'єра | 363   | 48   | 11       | 1        | 21         | 3          | 9       | 1       | 404   | 53    |

A. Шаблон:Коментарі Колонка «Інші» включає матчі та голи в Англо-Італійському Кубку та Кубку повноправних членів.

### У збірній
| Національна збірна | Рік     | Матчі | Голи |
| ------------------ | ------- | ----- | ---- |
| Ісландія           | 1987    | 1     | 0    |
| Ісландія           | 1988    | 2     | 0    |
| Ісландія           | 1989    | 1     | 0    |
| Ісландія           | 1990    | 3     | 0    |
| Ісландія           | 1991    | 8     | 2    |
| Ісландія           | 1992    | 6     | 1    |
| Ісландія           | 1993    | 2     | 0    |
| Ісландія           | 1994    | 7     | 4    |
| Ісландія           | 1995    | 5     | 0    |
| Загалом            | Загалом | 35    | 7    |